# Dornoch
Dornoch (gaélique écossais: Dornach (gd)) est une ville écossaise, station balnéaire, et ancien burgh royal dans les Highlands. Elle est l'ancienne capitale du comté du Sutherland. Elle est située sur la rive nord de l'estuaire de Dornoch, au débouché du Moray Firth. La ville relève du council area du Highland, et du district de Sutherland.
Sa population est de 2 402 habitants.
Le nom «Dornoch» est dérivé du gaélique «lieu de galets». Elle possède une cathédrale du XIIIe siècle et un château du XVIe siècle, résidence des évêques de Caithness.

## Personnalités liées à la commune
- Janet Horne, dernière condamnée à mort pour sorcellerie en Écosse, en 1722.

## Source

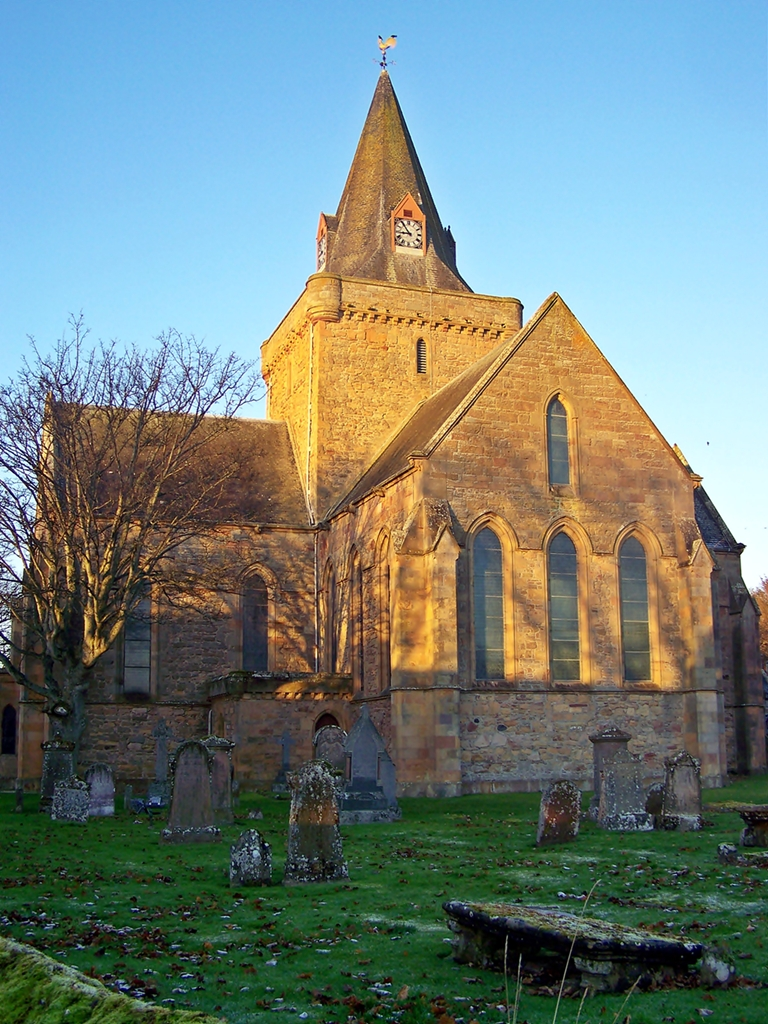
Dornoch Cathedral

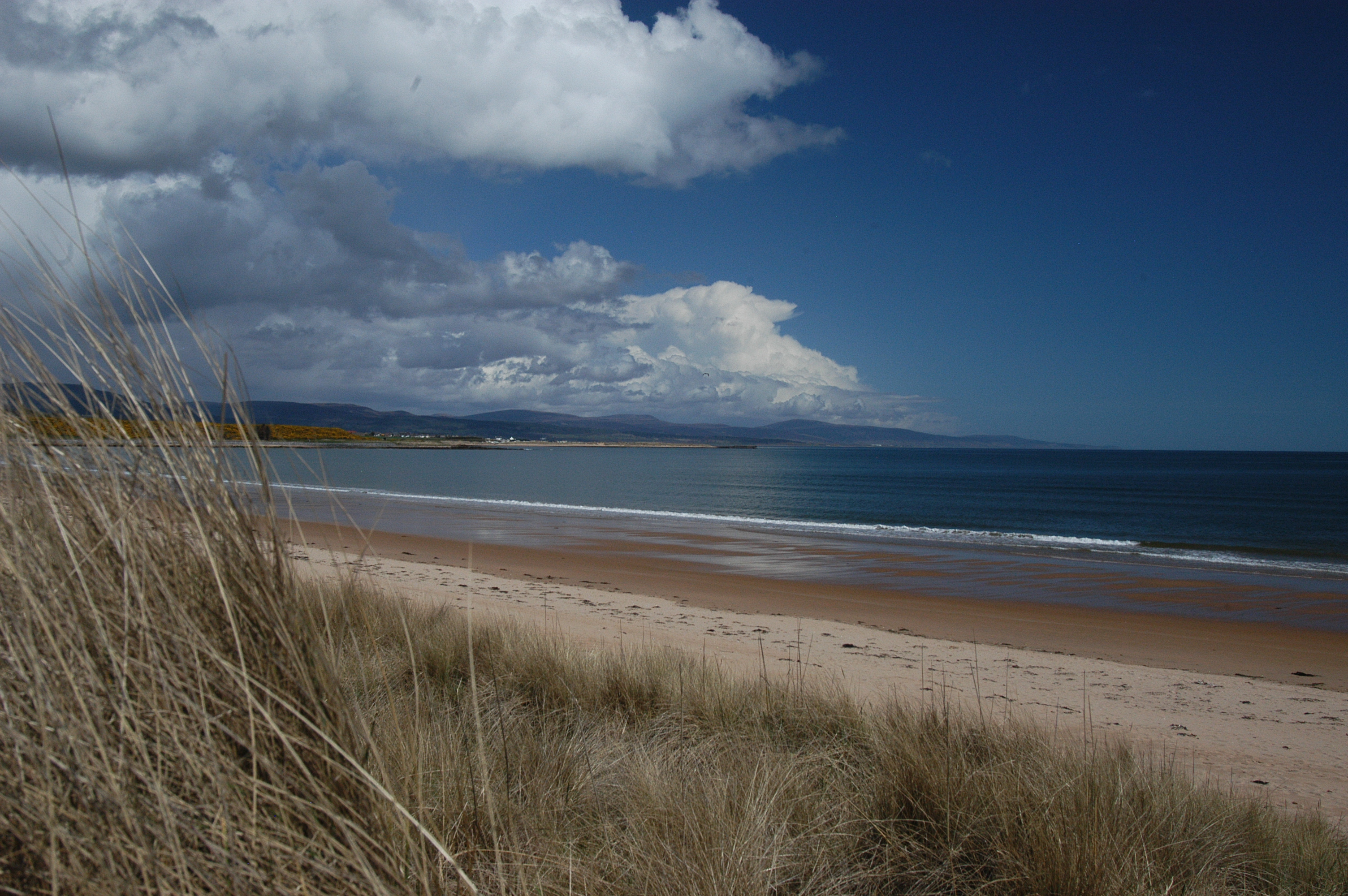
Dornoch beach

- (en) Cet article est partiellement ou en totalité issu de l’article de Wikipédia en anglais intitulé « Dornoch » (voir la liste des auteurs).